# Mladecko
Mladecko (in tedesco Mladetzko) è un comune della Repubblica Ceca facente parte del distretto di Opava, nella regione della Moravia-Slesia.